# Kevin Reynolds (padre)
Kevin Reynolds é um padre católico irlandês que foi falsamente acusado em um noticiário da RTÉ (a rede nacional de televisão da Irlanda) de ter estuprado e engravidado uma adolescente queniana. Um escândalo se seguiu quando as alegações foram descobertas como falsas, o que gerou intensa cobertura da mídia e debate político na Irlanda, resultando em um inquérito do governo à emissora.
As alegações foram feitas em uma reportagem do jornalista Aoife Kavanagh intitulada "Mission to Prey", que foi ao ar em maio de 2011 no programa Prime Time. Kavanagh alegou que durante seu tempo como missionário no Quênia, Reynolds havia estuprado e engravidado uma menor chamada Veneraanda, gerando uma criança chamada Sheila. Kavanagh também alegou que Reynolds havia fornecido secretamente apoio financeiro a Sheila durante vários anos. Tanto Veneranda quanto Sheila foram entrevistadas no programa para corroborar as alegações. realizado na Diocese de Kakamega, no Quênia.
Antes da transmissão do programa, Reynolds se ofereceu para fazer um teste de DNA para provar sua inocência, mas essa oferta foi recusada pela RTÉ. Mais tarde, dois testes de DNA separados e independentes estabeleceram que Reynolds não era o pai da criança. Com isso, emergiu que as alegações eram totalmente infundadas. No entanto, como resultado da transmissão, Reynolds foi removido de sua casa e de seu ministério paroquial.
Quando se tornou de conhecimento público que Reynolds havia sido falsamente acusado, a RTÉ transmitiu um pedido de desculpas a ele. Prime Time Investigates, a série em que as denúncias foram transmitidas, foi imediatamente suspensa. O diretor-geral da RTÉ, Noel Curran, admitiu que a transmissão de "Mission to Prey" foi "um dos erros editoriais mais graves já cometidos" na RTÉ. A equipe da RTÉ, incluindo Mike Murphy, John Bowman e Sean O'Rourke, criticou publicamente a difamação. O chefe da União Missionária Irlandesa disse que a presença contínua de Aoife Kavanagh no Morning Ireland depois de ser considerado culpado de difamar Reynolds era "desleal e injusto" e uma demonstração de "duplo padrão" na mídia.
Em novembro de 2011, Reynolds concordou com um acordo de difamação extrajudicial com a RTÉ. O valor do acordo não foi divulgado. Seu advogado também solicitou que o ministro da justiça irlandês, Alan Shatter, "esclareça que aceita que o padre Reynolds não foi culpado de nenhuma irregularidade", em resposta ao apoio público anterior de Shatter a "Mission to Prey" quando foi transmitido em maio de 2011.